# Brasil na Copa do Mundo FIFA de 1934
A edição de 1934 do torneio marcou a segunda participação da Seleção Brasileira de Futebol em uma Copa do Mundo. O Brasil era um dos seis países que haviam disputado o Mundial de 1930, ao lado das seleções da França, Romênia, Bélgica, da Argentina e dos Estados Unidos.
Carlito Rocha, dirigente do Botafogo de Futebol e Regatas, montou a seleção, que era treinada por Luiz Vinhaes.   O capitão foi Martim Silveira. O Brasil foi eliminado na primeira fase e terminou na 14ª colocação. 

## Preparação
Na Copa do Mundo de 1934, o Brasil foi prejudicado pelas brigas entre os dirigentes das entidades futebolísticas amadora e profissional.  A CBD defendia o amadorismo, mas a maioria dos clubes se tornou profissional e criou a Federação Brasileira de Futebol. Os clubes profissionais não cederam seus jogadores à Copa do Mundo, apesar da CBD ter conseguido persuadir alguns atletas profissionais.

Seleção Brasileira embarcando para a disputa do Campeonato Sul-americano de 1936 Arquivo Nacional

Para tentar convencer alguns profissionais, a CBD ofereceu pequenas fortunas em dinheiro pela participação no Mundial. O Jornal dos Sports noticiou que a CBD havia assinado contrato com Tinoco e Leônidas da Silva pagando 30 contos de luvas e ordenado de 1 conto de réis. Esta atitude levou o “Jornal dos Sports” a estampar, em sua primeira página, a seguinte manchete: “Patriotismo por 30 contos”.
Apesar da maioria dos jogadores serem amadores, foi combinado uma gratificação por vitória e uma diária para os gastos. A viagem com Barco a vapor durou quinze dias a bordo do navio SS Conte Biancamano. Os treinamentos eram realizados no convés. Durante a viagem, muitos jogadores engordaram, e não tiveram tempo para recuperar a forma física.
O goleiro da Seleção Brasileira, Pedrosa, seguiu a carreira de cartola depois de parar de jogar futebol. Ele foi presidente da Federação Paulista de Futebol e chegou a emprestar seu nome ao antigo Torneio Rio-São Paulo, embrião do campeonato nacional.
Na equipe brasileira outro jogador também se tornaria mais famoso, não pela sua atuação na Copa, mas sim pelo que faria posteriormente. O atacante Waldemar de Brito foi quem levou um jovem chamado Pelé para o Santos, em 1956.

## A Partida
A Espanha abriu 3 a 0 antes dos 30 minutos do primeiro tempo. Aos 18 min, Iaragorri abriu o placar cobrando falta. Aos 26 Gorostiza entrega a Lángara fazer 2 a 0. Aos 30 min, o goleiro brasileiro Pedrosa falha ao sair do gol e Lángara faz o terceiro. No segundo tempo, a Espanha tentou se segurar e o Brasil partiu para o ataque. Patesko chutou, Zamora espalmou e Leônidas diminuiu aos 11 minutos. Aos 15 minutos, Luisinho marcou o segundo gol, mas o árbitro anulou por impedimento, o que provocou fortes reclamações dos sul-americanos. Dois minutos depois, Waldemar de Brito se chocou com Ciriaco na área e o árbitro marcou pênalti. O próprio Waldemar cobrou o pênalti e Zamora defendeu a cobrança, acabando de vez com as esperanças do Brasil.
De acordo com o "Il Giornale d'Italia" o jogo entre Espanha e Brasil "foi o mais profundamente emocionante do dia e a que proporcionou melhor espetáculo graças sobretudo à ação prodigiosa da linha de ataque, em que se sobressaíram Leônidas e Waldemar dois consagrados acrobatas". Outro jornal italiano, Il Lavoro, atribuiu a derrota brasileira a falta de treino.
A divulgação dos resultados das partidas eram feitas pelas agências de notícias que recebiam telegramas da Itália com os resultados e os divulgavam em painéis instalados na vitrines nas das agências. Em São Paulo, a agência Havas divulgava os resultados, que causavam discussões acaloradas por conta do mau resultado. Com o final o jogo e o resultado que indicava a eliminação brasileira, o povo saiu às ruas em São Paulo para protestar contra o mau resultado. A sede do Palestra Italia, localizada na Praça do Patriarca foi ameaçada de depredação, sendo protegida por forte contingente policial, que efetuou algumas prisões de torcedores mais inflamados. A revota ocorreu pelo Palestra Italia ser um dos clubes profissionais que não liberou atletas para a Copa do Mundo. 
Após a eliminação, o Brasil realizou uma série de amistosos. Foram 7 amistosos na Europa e 11 no Brasil, todos contra clubes ou combinados regionais. Isso porque os jogadores continuavam "contratados" pela CDB.

### Convocados

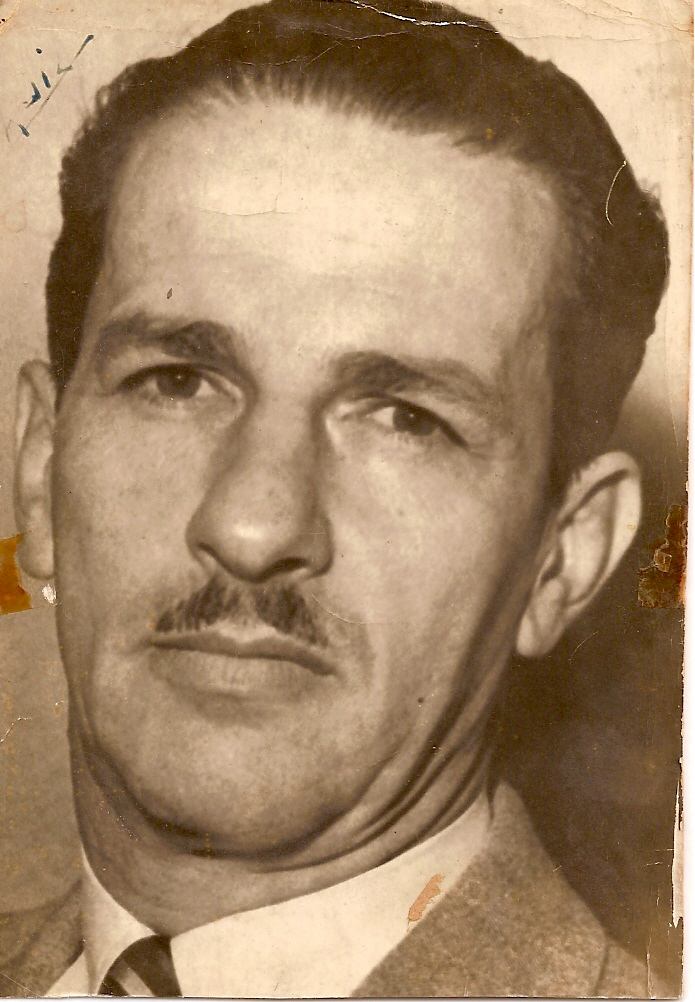
Luis Vinhaes, técnico do Brasil em 1934.

O Técnico Luiz Vinhaes convocou para a Copa de 1934 os seguintes jogadores:
| Jogador           | Posição    | Clube                  |
| ----------------- | ---------- | ---------------------- |
| Ariel             | Meio-campo | Botafogo               |
| Armandinho        | Atacante   | São Paulo da Floresta  |
| Átila             | Atacante   | Botafogo               |
| Canalli           | Meio-campo | Botafogo               |
| Carvalho Leite    | Atacante   | Botafogo               |
| Germano           | Goleiro    | Flamengo               |
| Leônidas da Silva | Atacante   | Vasco da Gama          |
| Luiz Luz          | Zagueiro   | Americano              |
| Luizinho          | Atacante   | São Paulo da Floresta  |
| Martim Silveira   | Meio-campo | Botafogo               |
| Octacílio         | Zagueiro   | Botafogo               |
| Patesko           | Atacante   | Nacional de Montevidéu |
| Pedrosa           | Goleiro    | Botafogo               |
| Sílvio            | Zagueiro   | São Paulo da Floresta  |
| Tinoco            | Meio-campo | Vasco da Gama          |
| Waldemar de Brito | Atacante   | São Paulo da Floresta  |
| Waldyr            | Meio-campo | Botafogo               |

## A Copa: Oitavas-de-Final
| 27 de Maio de 1934 16:30 | Brasil       | 1–3 | Espanha                               | Stadio Luigi Ferraris, Gênova Arbitro: Alfred Birlem ( Alemanha) Público: ~25 000 |
|                          | Leônidas 54' |     | Iraragorri 17' (pen) Langara 25', 28' |                                                                                   |

| Spain | Brazil |

|               |                     |  |  |
|               |                     |  |  |
| GK            | Ricardo Zamora (c)  |  |  |
| RB            | Ciriaco             |  |  |
| LB            | Jacinto Quincoces   |  |  |
| RH            | Leonardo Cilaurren  |  |  |
| CH            | José Muguerza       |  |  |
| LH            | Martín Marculeta    |  |  |
| OR            | Lafuente            |  |  |
| IR            | José Iraragorri     |  |  |
| IL            | Simón Lecue         |  |  |
| OL            | Guillermo Gorostiza |  |  |
| CF            | Isidro Lángara      |  |  |
| Treinador:    |                     |  |  |
| Amadeo García |                     |  |  |

|              |                       |  |  |
|              |                       |  |  |
| GK           | Roberto Gomes Pedrosa |  |  |
| RB           | Sylvio Hoffmann       |  |  |
| LB           | Luiz Luz              |  |  |
| RH           | Alfredo Alves Tinoco  |  |  |
| CH           | Martim Silveira       |  |  |
| LH           | Heitor Canalli        |  |  |
| OR           | Luisinho              |  |  |
| IR           | Waldemar de Brito     |  |  |
| IL           | Leônidas              |  |  |
| OL           | Patesko               |  |  |
| CF           | Armandinho            |  |  |
| Treinador:   |                       |  |  |
| Luiz Vinhaes |                       |  |  |

| Bandeirinhas: Ettore Carminati Mihály Ivanicsics |

## Artilharia
1 gol (1)
| - Leônidas |